# Gir (race bovine)
Pour les articles homonymes, voir Gir.
Le gir ou gyr, est une race bovine indienne. Elle appartient à la sous-espèce zébu du bovin domestique.

## Origine
C'est une très ancienne race élevée en Inde, principalement dans les districts de Junagadh, Bhavnagar et d'Amreli dans l'état du Gujarat. Elle doit son nom au parc national et sanctuaire faunique de Gir.
Cette race a été développée dans d'autres états voisins en Inde, au Rajasthan et au Maharashtra, contribuant à l'amélioration des races sindhi rouge et sahiwal. Entre 1982 et 2000, la population est passée de 530 000 à 920 000 individus. La race possède son livre généalogique depuis 1969. 
Des animaux de cette race ont été exportés au Brésil. Dans ce pays, la race est officiellement reconnue depuis 1980. Aux États-Unis, il a contribué à la création de la race brahmane.

## Morphologie
C'est une race de taille moyenne. Le mâle mesure en moyenne 140 cm pour 540 kg et la femelle, 120-130 cm pour 310-350 kg,.
Elle porte une robe pie rouge, pouvant varier du rouge très sombre, presque noir au blanc. Les taches blanches sur rouge ou l'inverse sont souvent mal délimitées ou mouchetées. 
La tête a un front bombé en dôme et porte des cornes de gros diamètre courbées vers le bas et l'arrière, parfois remontantes. Les oreilles sont portées bas, très longues, larges et pendantes. La bosse zébuine est bien marquée chez les deux sexes et le fanon est important.

## Aptitudes
Elle est élevée principalement pour ses capacités laitières. En Inde, la production est en moyenne de 2 200 kg de lait sur une lactation de 300 jours, mais la sélection génétique au Brésil a permis de quasi doubler le rendement laitier à 5 000 kg. Le lait est riche avec un taux de matière grasse de 4,5 %.

## Élevage

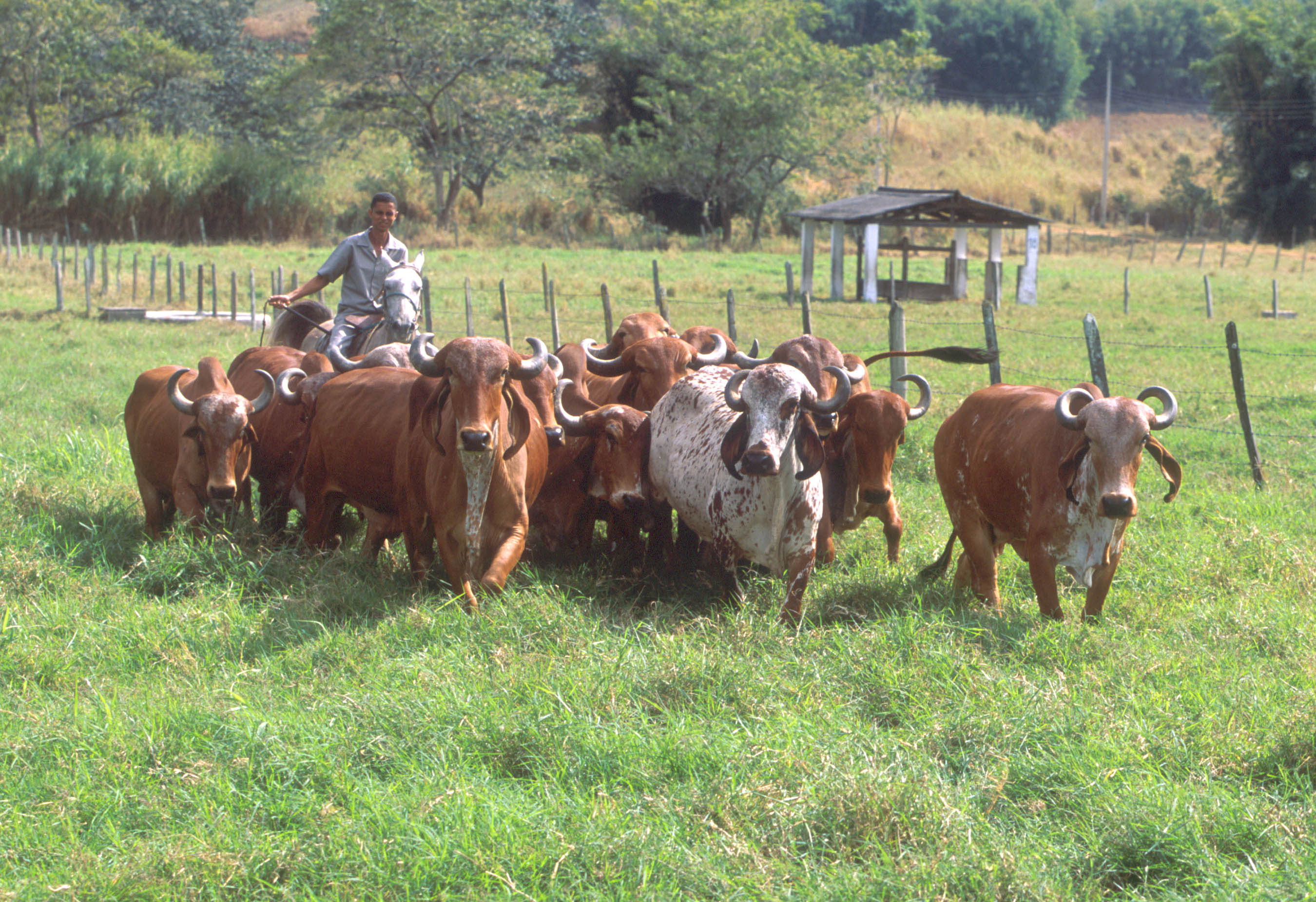
Troupeau gir au Brésil.

C'est une race bien adaptée à son milieu de vie tropical semi aride. Dans le Gujarat, les températures moyennes varient de 11 °C en janvier à 40 °C en mai. Les précipitations fluctuent entre 500 et 1 000 mm par an. Cependant, la répartition annuelle des précipitations est très hétérogène et les années de sécheresse existent. La race gir est apte à supporter ces aléas et à récupérer des périodes de pénurie. L'élevage traditionnel est le pastoralisme, mais une évolution a lieu vers une intensification de la production avec la distribution de nourriture concentrée.  
C'est une race rustique en condition de vie difficile. La plus forte mortalité a lieu le premier mois de vie. Ensuite, elle est très faible. Cette période de fragilité est double chez les femelles. 
L'élevage au Brésil est mené dans des régions humides à la nourriture abondante. Sans période de pénurie, la production laitière est plus régulière. La sélection des meilleures femelles sur 25 ans a permis de doubler la lactation. De même l'âge moyen du premier vêlage est passé de 50 à 35 mois.

## Sources

### Note
1. ↑  La production laitière est généralement exprimée en kilogramme plutôt qu'en litre dans la littérature spécialisée.